# I Tried
I Tried är en låt framförd av den amerikanska sångaren Brandy Norwood. Den skrevs och komponerades av Walter Millsap III, Candice Nelson och Tim "Timbaland" Mosley till Norwoods fjärde studioalbum Afrodisiac (2004). Låten återanvänder textverser från "Sparks" (2000) framförd av det brittiska rockbandet Coldplay och samplar Iron Maidens "The Clansman" (1998). Låtskrivarna från dessa kompositioner är därför krediterade som låtens textförfattare. I "I Tried" sjunger Norwood om hur hon försökt förbise sin partners otrohet. Musikjournalister jämförde låten med Norwoods privatliv och separationen från pojkvännen Robert Smith.

## Bakgrund
2001 började den amerikanska sångaren och skådespelaren Brandy Norwood att arbeta på en uppföljare till sitt mångmiljonsäljande studioalbum Never Say Never (1998). Under produktionen till uppföljaren Full Moon (2002) blev hon tillsammans med Robert "Big Bert" Smith som var en av kompositörerna till projektet. I februari 2002 meddelade Norwood att hon och Smith gift sig under en privat ceremoni föregående år och att paret nu väntade sitt första barn. Deras vardag och Norwoods graviditet dokumenterades i realityserien Brandy: A Special Delivery som sändes på MTV. Kort efter födseln av dottern Sy'rai Iman Smith intensifierade Norwood arbetet på sitt då-ännu-inte namngivna fjärde studioalbum tillsammans med Smith som blev projektets chefsproducent. I juni 2003 separerade Norwood och Smith vilket gjorde att utgivningen av sångarens album flyttades fram. Ett bråk bröt ut mellan dem som dokumenterades i media. Smith avslöjade i en intervju att han varit otrogen mot sångaren under deras äktenskap. I en annan intervju berättade Norwood att hon "aldrig älskat Robert".
En tid senare beslutade Norwood att lägga ner det påbörjade projektet och börja om. Timbaland, som vid tidpunkten arbetat på Kiley Deans studioalbum Simple Girl, anlitades som producent för projektet. Sångaren ville ändra sitt sound och låta mycket råare och hiphop-liknande än på Full Moon. Norwood samarbetade med den amerikanska låtskrivaren Candice Nelson på sju av albumets spår, däribland "I Tried".

## Inspelning

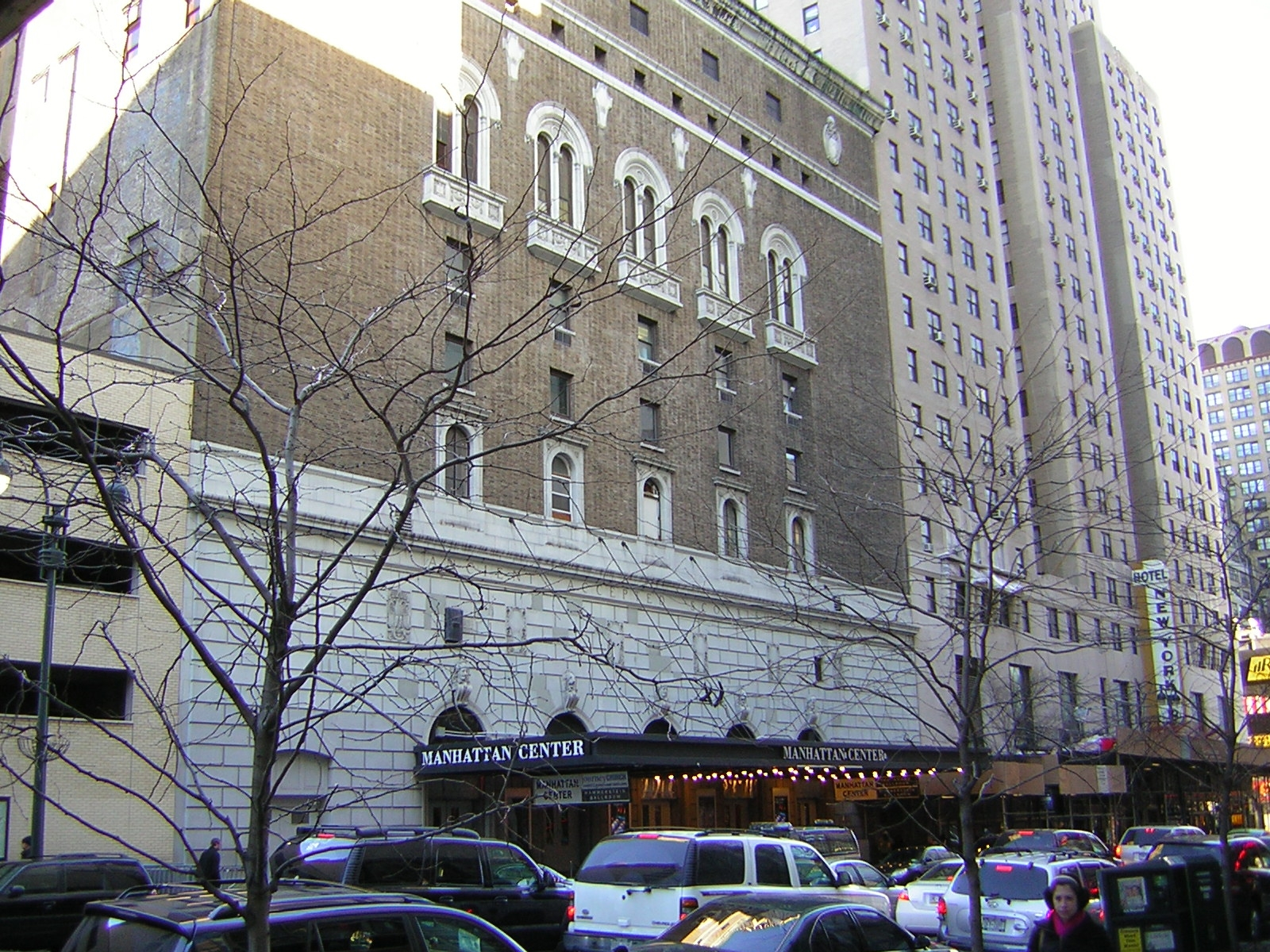
"I Tried" ljudmixades vid Manhattan Center Studios i New York.

"I Tried" skrevs av Nelson och Walter Millsap III och producerades av Tim "Timbaland" Mosley. Norwoods sång spelades in vid Hit Factory i Miami, Florida med Senator Jimmy D. och Blake English som ljudtekniker samt i Amerycan Recording Studios i Los Angeles, Kalifornien. Stränginstrumenten spelades in av Larry Gold vid The Studio i Philadelphia, Pennsylvania. ljudmixning ägde rum med Timbaland och Jimmy Douglas vid Manhattan Center Studios i New York, New York.
"I Tried" samplar "The Clansman" av det brittiska rockbandet Iron Maiden och återanvänder textverser från "Sparks" av den brittiska gruppen Coldplay. Medlemmarna i det sistnämnda bandet kände sig hedrade över gesten och basisten Guy Berryman kommenterade i en intervju: "Vi är smickrade att någon gillar vår musik så mycket och att detta leder till inspiration att skapa mer musik." Han fortsatte: "Vi är väldigt nyfikna på hur det kommer att låta." I en intervju kommenterade Nelson: "Det var kul för vi hade precis börjat lyssna på Coldplay. På Parachute-albumet. Jag hade lyssnat på det i några månader så vid tillfället var det det enda jag hade lyssnat på. Timbaland kom med en galen melodi till verserna och jag och Walt fortsatte att lyssna och lyssna på den, den kändes så sorgsen och desperat."

## Komposition och låttext

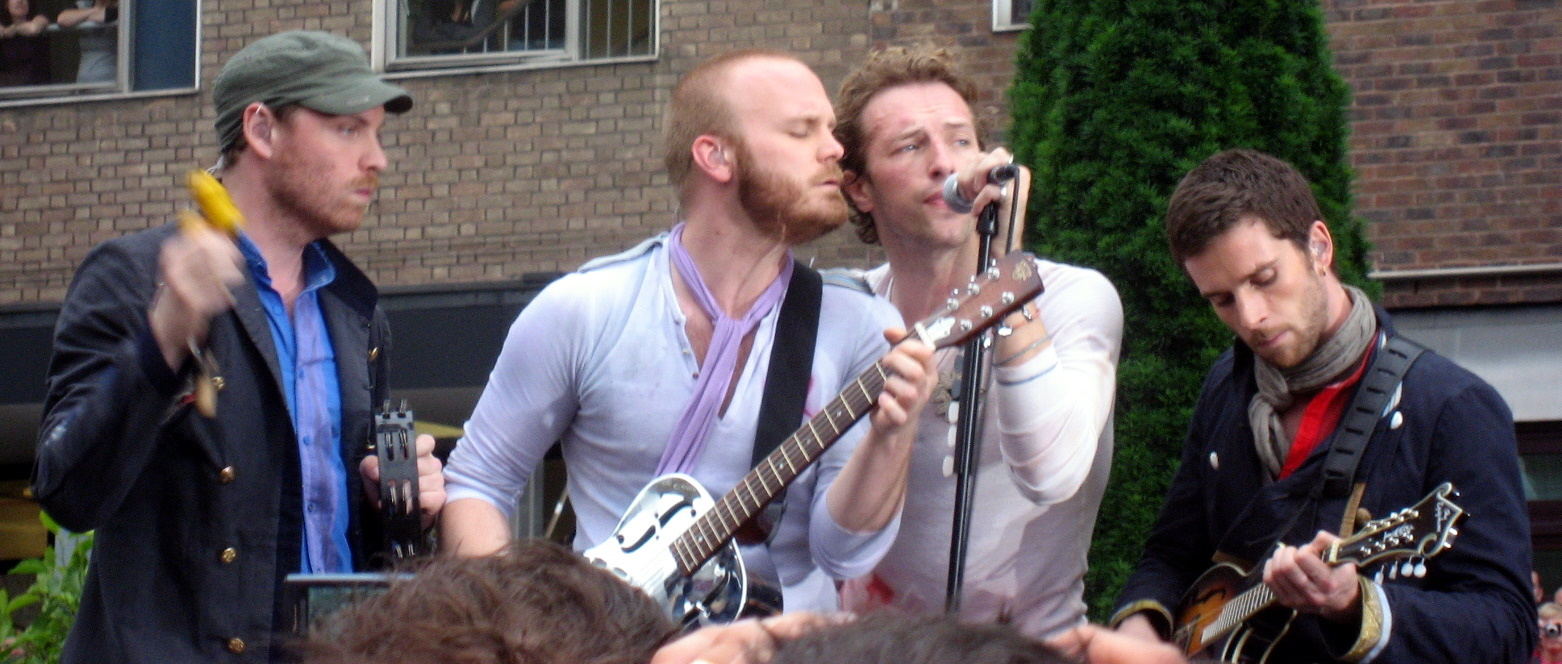
I "I Tried" återanvänds låttext från "Sparks" av det brittiska bandet Coldplay.

"I Tried" är en samtida R&B-låt i midtempo som pågår i fyra minuter och fyrtiofem sekunder (4:45). Låten är skivans näst längsta efter Timbaland-kompositionen "Should I Go". Trots att Norwood själv inte var delaktig i skrivandet av låten "gjorde hon den till sin egen" utifrån sina tidigare erfarenheter. I en intervju sa Nelson: "Det var en så väldigt lättsam upplevelse. Jag kan inte finna ord för att beskriva hur det var för mig, hon briljerade." Han elaborerade: "Hennes sångarrangemang och sånt, det är ju hon. Jag lämnade studion ett tag och när jag kom tillbaka var det som en regnbåge av olika ljud, vilket var otroligt." Musiken till "I Tried", som till en början hade titeln "Cold Play", beskrevs som "dramatisk" och "dyster" med "regniga", "mörka" och "intensiva" stränginstrument. Norwood sjunger om hur hon försökt förbise sin partners otrohet trots att hon innerst inne vetat om att han skulle lämna henne. Under låtens gång alternerar Norwood mellan sitt övre register i låtversernas första delar och avslutar dem med lägre alt-stämmor som empatiserar framförarens smärta och bitterhet. Sångtekniken jämfördes med den som Justin Timberlake använde i "Cry Me a River".
I låtens första del framför Norwood verserna: "I'm sittin' home on a cold day/ Underneath the covers like a little baby/ I think I wanna hear some Coldplay/ Especially that song where the man says: 'Did I drive you away? I know what your sayin'". I refrängen sjunger hon: "I tried to be blind to your game/ Deep down I knew you wouldn't stay around/ Should've left your side in the first place". Om låttexten kommenterade Nelson: "Jag skrev från personliga erfarenheter och det var så det hela kom till. Det var en av mina erfarenheter, som jag tror många kan känna igen. Jag tror alla har gått igenom något sådant och om man inte har det så har man haft väldig tur."

## Mottagande
Sal Cinquemani från Slant Magazine var positiv till Afrodisiac i sin recension av skivan. Om "I Tried" skrev han: "Brandy, som nyligen separerade från sin make, bidrar bara med ytterst lite låttext denna gång, låtar som 'I Tried' och 'Focus' låter trots detta som de skulle vara hämtade direkt ur sångarens dagbok." Ola Andersson från Dagensskiva.com beskrev "I Tried" som den sista delen av "den regntunga vemodsgospeltrilogin" tillsammans med "Who Is She 2 U" och albumspåret "Sadiddy". Han lyfte särskilt fram Timbalands produktion men ansåg att Norwoods "rökigt intensiva" röst överskuggade musiken i låten.
När Sharon O'Connell vid Yahoo! Music recenserade Afrodisiac refererade hon till "I Tried" och skrev: "Det verkar som att hur förhärligad och oemotsäglig en superstjärnas väg under det kommersiella himlavalvet än är, så kan den aldrig vara tillräckligt oemotsäglig. Chris Martins senaste samarbete med Jamelia och Brandys senaste sampling av Coldplays "Clocks" och hennes lånade låttext från "Sparks" antyder antingen en genuin, ömsesidig beundran eller att sångarna upptäckt de fantastiska kommersiella möjligheterna att nå varandras marknader."

## Medverkande
Information hämtad från studioalbumets skivhäfte:
- Brandy Norwood – huvudsång, bakgrundssång, sångproducent
- Timbaland - producent, ljudmix
- Senator Jimmy D. – ljudtekniker
- Blake English – ljudtekniker
- Demacio "Demo" Castellon – assisterande ljudtekniker
- Jermeal Hicks – assisterande ljudtekniker
- Larry Gold - stränginstrument
- Parris Bowens – keyboards
- George Mccurdy – slaginstrument
- Thaddeus Tribbett – bas
- Jimmy Douglas - ljudmix
- Halsey Quemere - assisterande ljudtekniker